# Liste der Straßen, Plätze und Brücken in Hamburg-Wohldorf-Ohlstedt

Lage von Hamburg-Wohldorf-Ohlstedt in Hamburg und im Bezirk Hamburg-Wandsbek (hellrot)

Die Liste der Straßen, Plätze und Brücken in Wohldorf-Ohlstedt ist eine Übersicht der im Hamburger Stadtteil Wohldorf-Ohlstedt vorhandenen Straßen, Plätze und Brücken. Sie ist Teil der Liste der Verkehrsflächen in Hamburg.

## Überblick
In Wohldorf-Ohlstedt (Ortsteilnummer 523) leben 4801 Einwohner (Stand: 31. Dezember 2023) auf 17,3 km². Wohldorf-Ohlstedt liegt im Postleitzahlenbereich 22397.
In Wohldorf-Ohlstedt gibt es 73 benannte Verkehrsflächen, darunter einen Platz und zwei Brücken.

## Übersicht der Straßen
Die nachfolgende Tabelle gibt eine Übersicht über alle benannten Verkehrsflächen – Straßen, Plätze und Brücken – im Stadtteil sowie einige dazugehörige Informationen. Im Einzelnen sind dies:
- Name/Lage: aktuelle Bezeichnung der Straße, des Platzes oder der Brücke. Über den Link (Lage) kann die Straße, der Platz oder die Brücke auf verschiedenen Kartendiensten angezeigt werden. Die Geoposition gibt dabei ungefähr die Mitte an. Bei längeren Straßen, die durch zwei oder mehr Stadtteile führen, kann es daher sein, dass die Koordinate in einem anderen Stadtteil liegt.
- Straßenschlüssel: amtlicher Straßenschlüssel, bestehend aus einem Buchstaben (Anfangsbuchstabe der Straße, des Platzes oder der Brücke) und einer dreistelligen Nummer.
- Länge/Maße in Metern:
Hinweis: Die in der Übersicht enthaltenen Längenangaben sind nach mathematischen Regeln auf- oder abgerundete Übersichtswerte, die im Digitalen Atlas Nord[1] mit dem dortigen Maßstab ermittelt wurden. Sie dienen eher Vergleichszwecken und werden, sofern amtliche Werte bekannt sind, ausgetauscht und gesondert gekennzeichnet.
Bei Plätzen sind die Maße in der Form a × b bei rechteckigen Anlagen oder a × b × c bei dreiecksförmigen Anlagen mit a als längster Kante dargestellt.
Der Zusatz (im Stadtteil) gibt an, wie lang die Straße innerhalb des Stadtteils ist, sofern sie durch mehrere Stadtteile verläuft.
- Namensherkunft: Ursprung oder Bezug des Namens.
- Datum der Benennung: Jahr der offiziellen Benennung oder der Ersterwähnung eines Namens, bei Unsicherheiten auch die Angabe eines Zeitraums.
- Anmerkungen: Weitere Informationen bezüglich anliegender Institutionen, der Geschichte der Straße, historischer Bezeichnungen, Baudenkmale usw.
- Bild: Foto der Straße oder eines anliegenden Objektes.

| Name/Lage                    | Straßen- schlüssel | Länge/Maße (in Metern) | Namensherkunft | Datum der Benennung | Anmerkungen | Bild                  |
| ---------------------------- | ------------------ | ---------------------- | --- | ------------------- | --- | --------------------- |
| Alsterblick (Lage)           | A093               | 0925                   | nach der Lage mit Blick auf die Alster | 1914                | | Alsterblick           |
| Alsterhang (Lage)            | A552               | 0105                   | nach der Beschaffenheit des Geländes | 1971                | | Alsterhang            |
| Alsterhöhe (Lage)            | A104               | 0165                   | nach der Lage am Hang der Oberalster | 1928                | | Alsterhöhe            |
| Alte Dorfstraße (Lage)       | A121               | 0715                   | nach der ehemaligen, seit 1898 gepflasterten Dorfstraße | 1936                | vor 1936 De Chapeaurougestraße | Alte Dorfstraße       |
| Am Bredenbek (Lage)          | A202               | 0225                   | nach der Bredenbek, einem Nebenfluss der Alster | 1930                | | Am Bredenbek          |
| Am Großen Stein (Lage)       | A237               | 0305                   | nach einem ehemaligen Naturdenkmal aus der Eiszeit | 1929                | | Am Großen Stein       |
| An der Drosselbek (Lage)     | A396               | 0325                   | nach der Drosselbek, einem Nebenfluss der Alster im Wohldorfer Wald | 1948                | | An der Drosselbek     |
| Auf der Strenge (Lage)       | A513               | 0645                   | Herkunft unklar; möglicherweise nach einem schmalen Ackerstück | 1929                | | Auf der Strenge       |
| Baumfalkenweg (Lage)         | B837               | 0090                   | nach dem gleichnamigen Vogel | 1983                | | Baumfalkenweg         |
| Brandheide (Lage)            | B554               | 0525                   | nach einer Flurbezeichnung | 1929                | | Brandheide            |
| Bredenbekhörn (Lage)         | B570               | 0605                   | nach einem spitz zulaufenden Landstück (Hörn) zwischen den Flüssen Bredenbek und Lottbek                                                                                        | 1942                | | Bredenbekhörn         |
| Bredenbekkamp (Lage)         | B571               | 0810                   | in Anlehnung an die Bredenbekstraße | 1942                | | Bredenbekkamp         |
| Bredenbekstieg (Lage)        | B572               | 0235                   | in Anlehnung an die Bredenbekstraße | 1954                | | Bredenbekstieg        |
| Bredenbekstraße (Lage)       | B573               | 1550                   | nach der Bredenbek, einem Nebenfluss der Alster | 1903                | seit 1805 Hamburger Weg | Bredenbekstraße       |
| Brügkamp (Lage)              | B634               | 1450                   | nach einem Flurnamen, möglicherweise in Anlehnung an eine Brücke, die hier die Ammersbek überquerte                                                                             | 1937                | vor 1937 Brokstieg | Brügkamp              |
| Brunskrogweg (Lage)          | B649               | 0375                   | nach zwei alten Flurnamen: Auf'n alten Brunskroog und Neuer Brunskroog | 1903                | | Brunskrogweg          |
| Diestelstraße (Lage)         | D108               | 0880                   | Arnold Diestel (1857–1924), Hamburger Bürgermeister | 1912                | auch der Diestelkai in Waltershof wurde nach dem von 1920 bis 1924 amtierenden Bürgermeister benannt | Diestelstraße         |
| Dorfgrund (Lage)             | D249               | 0070                   | aus dem Wegenamen Alte Dorfstraße abgeleitet | 1970                | | Dorfgrund             |
| Duvenstedter Triftweg (Lage) | D237               | 5650 (im Stadtteil)    | nach dem Viehtriebweg zum Duvenstedter Brook | 1909                | westlich der Triftwegbrücke in Duvenstedt | Duvenstedter Triftweg |
| Ellerbrookskamp (Lage)       | E151               | 0180                   | möglicherweise benannt nach einer Familie Ellerbrook, wahrscheinlicher ist eine Flurbezeichnung, die sich aus Eller für Erle und Brook für Bruch (sumpfiges Bruchland) ableitet | 1961                | | Ellerbrookskamp       |
| Ellerbrookswisch (Lage)      | E152               | 0310                   | nach der Flurbezeichnung Erlenbruchwiese | 1936                | | Ellerbrookswisch      |
| Fasanenstieg (Lage)          | F044               | 0150                   | frei gewählter Name | 1962                | | Fasanenstieg          |
| Haselknick (Lage)            | H164               | 0870                   | nach einer Flurbezeichnung | 1912                | | Haselknick            |
| Hasselwisch (Lage)           | H180               | 0160                   | nach einer Flurbezeichnung (ndt. Hassel = Haselnuss, Wisch = Wiese) | 1929                | | Hasselwisch           |
| Herrenhausallee (Lage)       | H381               | 1155                   | nach dem hier gelegenen Herrenhaus, dem Amtssitz der Wohldorfer Waldherren | 1914                | | Herrenhausallee       |
| Hochbahnwanderweg (Lage)     | H775               | 1825 (im Stadtteil)    | nach Lage und Bestimmung entlang der U-Bahn-Linie 1 zwischen den Bahnhöfen Volksdorf und Ohlstedt                                                                               | 1983                | Fuß- und Radweg. Der Weg hat eine Gesamtlänge von ca. 5,2 km, davon verlaufen weitere 2,8 km in Volksdorf, restliche ca. 560 Meter auf schleswig-holsteinischem Gebiet durch die Gemeinde Ammersbek in Höhe des U-Bahnhofs Hoisbüttel. | Hochbahnwanderweg     |
| Hoisbütteler Straße (Lage)   | H568               | 0715                   | Hoisbüttel, Ortsteil von Ammersbek | 1903                | | Hoisbütteler Straße   |
| Holländerberg (Lage)         | H572               | 0175                   | nach den Wohnungen niederländischer Staatsbürger, die auf dem Gut Wohldorf als Melker arbeiteten                                                                                | 1942                | Fuß- und Radweg | Holländerberg         |
| Im Busch (Lage)              | I029               | 0425                   | nach einer vermutlich falsch übernommenen Flurbezeichnung, nach der es „Im Rusch“ heißen sollte (Rusch = Binsen)                                                                | 1929                | | Im Busch              |
| Jagersredder (Lage)          | J018               | 0525                   | nach Jager für das Tor zur Weide | 1923                | | Jagersredder          |
| Jettbergskamp (Lage)         | J049               | 0305                   | nach einer Flurbezeichnung (ndt. Jett oder Jitt = Jungvieh) | 1950                | | Jettbergskamp         |
| Jettbergsredder (Lage)       | J050               | 0205                   | in Anlehnung an den Jettbergskamp | 1950                | | Jettbergsredder       |
| Korte Blöck (Lage)           | K386               | 0420                   | nach einer Flurbezeichnung (ndt. kort = kurz) | 1929                | Blöcke sind Ackerstücke, die quer zu den anderen liegen und separat bewirtschaftet werden müssen; siehe auch Lütte Blöck | Korte Blöck           |
| Kortenredder (Lage)          | K390               | 0520                   | nach einer Flurbezeichnung (kurzer Weg) | 1950                | | Kortenredder          |
| Kortenwisch (Lage)           | K391               | 0125                   | nach einer Flurbezeichnung (kurze Wiesen) | 1950                | | Kortenwisch           |
| Krempenhege (Lage)           | K419               | 0945                   | nach einer Flurbezeichnung für einen gekrümmten Feldweg (kremp = krumm) | 1929                | | Krempenhege           |
| Krümmelsdiek (Lage)          | K456               | 0360                   | nach Krümmel für Morast und ndt. Diek = Teich | 1945                | bis 1945 Schlageterstraße | Krümmelsdiek          |
| Kupferredder (Lage)          | K510               | 1745                   | nach dem Weg, der zur ehemaligen Wohldorfer Kupfermühle führte | 1914                | | Kupferredder          |
| Lenzenreye (Lage)            | L131               | 0105                   | nach dem Flurnamen Lenz (lenzen = von Wasser freimachen, Reye = Bach, vermutlich ein trockengelegter Flusslauf)                                                                 | 1930                | | Lenzenreye            |
| Lottbeker Weg (Lage)         | L262               | 1190 (im Stadtteil)    | Lottbek, Ortsteil der Gemeinde Ammersbek | 1903/1937           | südlicher Teil ab Lottbek in Bergstedt | Lottbeker Weg         |
| Lottbekstieg (Lage)          | L264               | 1305                   | in Anlehnung an den Lottbeker Weg | 1946                | Fuß- und Radweg | Lottbekstieg          |
| Lütte Blöck (Lage)           | L291               | 0120                   | nach einer Flurbezeichnung | 1929                | siehe Korte Blöck | Lütte Blöck           |
| Melhopweg (Lage)             | M134               | 1180                   | Wilhelm Melhop (1856–1943), Baudirektor in Hamburg | 1929                | | Melhopweg             |
| Mühlenbrook (Lage)           | M316               | 1035                   | nach einer Flurbezeichnung | 1929                | | Mühlenbrook           |
| Mühlenredder (Lage)          | M321               | 1325                   | nach dem Volksmund als zur Mühle führender Weg | 1909                | | Mühlenredder          |
| Ohlstedter Platz (Lage)      | O065               | 0125 × 60              | nach der Lage im Stadtteil | 1929                | | Ohlstedter Platz      |
| Ohlstedter Stieg (Lage)      | O066               | 0330                   | in Anlehnung an die Ohlstedter Straße | 1950                | | Ohlstedter Stieg      |
| Ohlstedter Straße (Lage)     | O067               | 0720                   | nach der Hauptzugangsstraße im ehemaligen Dorf Ohlstedt | 1929                | | Ohlstedter Straße     |
| Ole Boomgaarden (Lage)       | O083               | 0400                   | nach dem früheren Obstgarten des Gutshofes Wohldorf (ndt. Ole Boomgaarden = Alter Baumgarten)                                                                                   | 1937                | | Ole Boomgaarden       |
| Papenhörn (Lage)             | P023               | 0445                   | nach einem Rechtsstreit aus dem Jahr 1442 um die Äcker eines Pfarrers (Papen)                                                                                                   | 1942                | | Papenhörn             |
| Rader Weg (Lage)             | R015               | 0480 (im Stadtteil)    | nach dem Tangstedter Ortsteil Rade | 1927                | führt über die Landesgrenze hinaus nach Tangstedt | Rader Weg             |
| Reye (Lage)                  | R172               | 0195                   | nach Rie oder Reye für einen kleinen Wasserlauf | 1928                | | Reye                  |
| Röötberg (Lage)              | R249               | 0170                   | nach einem Flurnamen, hier wurde früher der Flachs verrottet (ndt. rött = verrottet)                                                                                            | 1937                | | Röötberg              |
| Röötbergshof (Lage)          | R452               | 0140                   | in Anlehnung an den Röötbergskamp und der Form der dort befindlichen Wohnanlage                                                                                                 | 2000                | | Röötbergshof          |
| Röötbergskamp (Lage)         | R250               | 0485                   | nach einem seit 1805 bekannten Flurnamen Rötbergskamp | 1950                | | Röötbergskamp         |
| Sarenweg (Lage)              | S057               | 0055 (im Stadtteil)    | nach einer Flurbezeichnung (Saren od. Soren = trockenes Land) | 1947                | südlich der Alster zunächst in Duvenstedt, später in Lemsahl-Mellingstedt; in Wohldorf-Ohlstedt nur Fuß- und Radweg | Sarenweg              |
| Schäferkoppel (Lage)         | S095               | 0270                   | nach der Bestimmung als Weide für einen Schäfer | 1937                | | Schäferkoppel         |
| Schleusenredder (Lage)       | S206               | 0840 (im Stadtteil)    | nach der Lage an der Wohldorfer Schleuse | 1947                | westlicher Teil ab Timmermannbrücke in Duvenstedt | Schleusenredder       |
| Schlickböge (Lage)           | S209               | 0120                   | nach einer Flurbezeichnung (Schlickböge = Schlammbiegung) | 1928                | | Schlickböge           |
| Schünenkoppel (Lage)         | S300               | 0180                   | nach den Scheunen des Gutshofes Wohldorf | 1937                | | Schünenkoppel         |
| Stakenkamp (Lage)            | S585               | 0095                   | nach einer Flurbezeichnung; Staken sind Knüppel, die zur Umzäunung von Feldern verwendet werden                                                                                 | 1930                | | Stakenkamp            |
| Sthamerstraße (Lage)         | S687               | 1145                   | Eduard Sthamer (1803–1872), Senator | 1903                | | Sthamerstraße         |
| Timmermannbrücke (Lage)      | –                  | 0012 (im Stadtteil)    | nach der Familie Timmermann, die von 1882 bis 1932 den Gemeindevorsitzenden der Landgemeinde Wohldorf-Ohlstedt stellte                                                          | 1987                | überquert im Zuge des Schleusenredders die Alster; westlicher Teil in Duvenstedt | Timmermannbrücke      |
| Timms Hege (Lage)            | T105               | 0650                   | nach einem Wald, dessen Besitzer Timm hieß | 1950                | | Timms Hege            |
| Todtenredder (Lage)          | T116               | 0830                   | nach einem Feldweg (Redder), der sich in den Alsterwiesen verläuft („totläuft“)                                                                                                 | 1909                | westliche Straßenhälfte ab Landesgrenze auf etwa 470 Metern in Duvenstedt | Todtenredder          |
| Torfhuder Stieg (Lage)       | T138               | 0230                   | nach einem Verladeplatz für Torf, der flussabwärts auf der Alster nach Hamburg transportiert wurde                                                                              | 1937                | | Torfhuder Stieg       |
| Triftwegbrücke (Lage)        | –                  | 0020 (im Stadtteil)    | in Anlehnung an den Duvenstedter Triftweg | um 1909             | führt im Zuge des Duvenstedter Triftwegs über die Alster; westlicher Teil in Duvenstedt | Triftwegbrücke        |
| Westerfelde (Lage)           | W193               | 0150                   | nach einer Flurbezeichnung, gemeint sind die Felder westlich von Ohlstedt | 1929                | | Westerfelde           |
| Wiemerskamper Weg (Lage)     | W236               | 1040                   | nach dem Tangstedter Ortsteil Wiemerskamp | 1927                | | Wiemerskamper Weg     |
| Windeck (Lage)               | W307               | 0110                   | Herkunft nicht gesichert; eventuell frei gewählt, nach einer ortsüblichen Bezeichnung oder der Landsitz eines Kaufmanns Wahlstab                                                | 1966                | | Windeck               |
| Wölprie (Lage)               | W360               | 0345                   | nach einer Flurbezeichnung (wölpen = rollen, Prie = kleiner Wasserlauf, also ein schnell fließender Bach)                                                                       | 1945                | | Wölprie               |
| Wullenbusch (Lage)           | W417               | 0110                   | nach einem Flurnamen | 1950                | der Wullenbusch ist eine ortsübliche Bezeichnung für die Mandel-Weide | Wullenbusch           |
| Wullenbuschkoppel (Lage)     | W418               | 0340                   | in Anlehnung an die Straße Wullenbusch | 1950                | | Wullenbuschkoppel     |